# Truppenübungsplatz Libavá
Der Truppenübungsplatz Libavá (tschechisch VVP Libavá, auch Vojenský újezd Libavá) ist ein besonderes, direkt dem tschechischen Staat zugehöriges Gebiet mit 972 Einwohnern (1. Januar 2015) in Tschechien. Er befindet sich nordöstlich von Olmütz im Okres Olomouc zwischen den Städten Šternberk, Vítkov und Odry in den Oderbergen und hat eine Fläche von 238,13 km². Im Westen bildet der Flusslauf der Feistritz die Grenze. Sitz des Truppenübungsplatzes ist Město Libavá.

## Geschichte
Der Truppenübungsplatz wurde im Jahre 1946 auf den Fluren von 24 Dörfern einschließlich der Stadt Město Libavá (Stadt Liebau) eingerichtet. Teil des Militärgeländes wurden die Ortschaften:
- Bělá (Seibersdorf),
- Čermná (Groß Dittersdorf),
- Heřmánky (Hermsdorf),
- Heroltovice (Herlsdorf),
- Jestřabí (Habicht),
- Kozlov (Koslau) mit Kyjanice (Kianitz) und Eliščiná (Liselsberg),
- Luboměř pod Strážnou (Liebenthal),
- Mastník (Siegertsau),
- Město Libavá (Stadt Liebau) mit Dřemovice (Drömsdorf) und Předměstí Libavá (Vorstadt Liebau),
- Milovany (Milbes),
- Nepřívaz (Epperswagen),
- Nová Ves nad Odrou (Neueigen),
- Nové Oldřůvky (Neudorf),
- Olejovice (Oehlstadtl),
- Barnov (Bernhau),
- Ranošov (Neu Prussinowitz),
- Rudoltovice (Rudelzau),
- Slavkov (Schlock),
- Smilov (Schmeil),
- Stará Voda u Města Libavá (Altwasser),
- Údolná (Geppertsau),
- Varhošť (Haslicht),
- Velká Střelná (Groß Waltersdorf) und
- Vojnovice (Kriegsdorf).

Am 1. Januar 2015 wurde der Truppenübungsplatz Libavá verkleinert. Dabei wurden zum 1. Januar 2016 aus den Katastralbezirken:
- Město Libavá, Město Libavá I und Město Libavá II die Gemeinde Město Libavá (mit Heroltovice)
- Kozlov u Velkého Újezdu und Kozlov u Velkého Újezdu I die Gemeinde Kozlov
- Luboměř u Potštátu die Gemeinde Luboměř pod Strážnou gebildet.

Außerdem wurden folgende Katastralbezirke ausgegliedert:
- Domašov nad Bystřicí I zur Gemeinde Domašov nad Bystřicí,
- Hadinka zur Gemeinde Vítkov,
- Hlubočky I, Hlubočky II, Hlubočky III und Hlubočky IV zur Gemeinde Hlubočky,
- Jívová I zur Gemeinde Jívová,
- Mrsklesy na Moravě I zur Gemeinde Mrsklesy
- Nové Oldřůvky I zur Gemeinde Budišov nad Budišovkou

## Gebietsgliederung
Das Gebiet des Truppenübungsplatzes wird durch die Grenzen der Katastralbezirke Dřemovice u Města Libavá, Čermná u Města Libavá, Předměstí u Města Libavá, Rudoltovice, Varhošť u Města Libavá und Velká Střelná bestimmt. Grundsiedlungseinheiten sind Čermná, Heroltovice, Kozlov, Kozlov-sever, Luboměř pod Strážnou, Město Libavá, Rudoltovice, Slavkov und Velká Střelná.
Das Gebiet gliedert sich in die Katastralbezirke Čermná u Města Libavá, Město Libavá, Rudoltovice, Slavkov u Města Libavá und Velká Střelná.